# 가족 게임
《가족 게임》(일본어: 家族ゲーム)은 혼마 요헤이 작의 소설이다. 또 그것을 원작으로 한 영화 및 텔레비전 드라마이다.

## 개요
고교 수험을 가까이 둔 아들에게, 이색적이고 파격적인 청년이 가정교사로 오는 일로 일어나는 소동을 코믹컬하게 그린다. 1981년 제5회 스바루 문학상 수상작.
TV 아사히에서 2시간 드라마로서 처음으로 영상화되었지만, 그만큼 화제가 되지 않았다. 후에 마츠다 유사쿠 주연의 영화, 나가부치 쯔요시 주연의 연속 TV 드라마로 유명하게 되었다.

## 줄거리
누타마 가족은 아빠 코스케, 엄마 치카코, 그리고 두 아들 신이치와 시게유키로 구성되어 있다. 아버지는 바쁜 직장인으로 집안의 감정적인 부분에는 관심이 없고, 어머니는 남편과 아이들을 돌보며 지쳐 있다.
신이치는 똑똑하고 좋은 학교에 다니는데, 반면 시게유키는 공부도 안 되고 친구들 때문에 고생하는 소년이다. 아빠 코스케는 시게유키의 학업 성취를 위해 여러 과외 선생님을 찾았지만, 아무런 효과가 없었다.
그러던 중 이웃이 추천한 독특한 선생님 요시모토가 등장한다. 요시모토는 3등급 대학에 다니고 있지만 시게유키에게 지적이고 감정적인 관심을 보여준다. 요시모토는 시게유키의 공부를 도와주면서 그가 자신감을 얻도록 도와주고, 또 친구들과의 갈등 해결에도 도움을 준다.
시게유키는 요시모토 덕분에 학업 성취도가 향상되고 자존감까지 회복된다. 하지만 요시모토에게 의존하게 된 시게유키와 그를 배려하는 가족의 관계는 어느새 복잡해지기 시작한다.

## 영화

### 캐스트
- 요시모토 마사루 - 마츠다 유사쿠
- 누마타 코스케 - 이타미 주조
- 누마타 치카코 - 유키 사오리
- 누마타 시게유키 - 미야가와 이치로타
- 누마타 신이치 - 츠치다 준이치 외

### 스태프
- 감독: 모리타 요시미츠
- 원작: 혼마 요헤이
- 각본: 모리타 요시미츠
- 기획: 타가 요스케, 야마다 코다
- 촬영: 마에다 요네조
- 녹음: 오노데라 오사무
- 조감독: 카네코 슈스케

### 작품 해설
가족이 옆으로 나란히 식탁에 일렬로 서는 장면이 새로운 영상 표현으로써 평가되었다. 또 음악은 일절 들어가지 않고, 대신 먹을 때의 소리 등, 효과음이 강조되고 있다.

### 영화상 수상
- 아카데미상 (1983년)

신인 배우상: 미야카와 이치로우타
- 블루리본상 (1983년)

감독상: 모리타 요시미츠

### DVD
- 《가족 게임》 (106분) (2001년 8월 24일)

파이어니어 LDC
하이비전·뉴마스터 사양
영상 특전: 스태프&캐스트 소개

## TV 아사히 2시간 드라마판
1982년, 11월 8일 《월요 와이드 극장》에서 방송. 속편인 《가족 게임 II》는 1984년 3월 12일 방송.

### 캐스트
- 카가 타케시
- 키시모토 카요코
- 하나 하지메
- 미나미다 요코
- 카가 마리코
- 이토 야스오미
- 카자미 리츠코
- 나카지마 아오이
- 에비나 유키코
- 야마다 쿠니코
- 쿠로다 후쿠미

### 스태프
- 연출: 이케히로 카즈오
- 각본: 나카지마 타케히로
- 프로듀서: 나카가와 시게히로
- 음악: 사토 마사히코

## 연속 텔레비전 드라마 (TBS)

### 《가족 게임》

#### 작품 데이터
- 방송 시기: 1983년 8월 26일 ~ 9월 30일 (전 6회)
- 방송 시간: 오후 8:00 ~ 8:54
- 제작 저작: TBS

#### 캐스트
- 요시모토 쯔요시 - 나가부치 쯔요시
- 누마타 시게유키 - 마츠다 요지
- 누마타 신이치 - 미요시 케이치
- 토미도코로 선생님 - 나리타 미츠코
- 하무라 선생님 - 쇼지 마유리
- 옆자리의 여자·요시에 - 쿠가 사에코
- 동경의 소녀·히로미 - 사카이 마리코
- 요시오 - 스도 신이치
- 마치코 - 모리나가 타카코
- 츠치야 - 마츠나가 다이
- 누마타 노리코 - 시라카와 유미
- 누마타 히로조 - 이토 시로

#### 스태프
- 프로듀서: 야나이 미츠루
- 원작: 혼마 요헤이 〈가족 게임〉(슈에이샤 간)
- 각본: 츠츠이 토모미
- 연출: 요시다 아키오, 마에카와 히데키
- 음악: 소료 야스노리

#### 음악
- 주제가: 〈GOOD-BYE青春 GOOD-BYE 청춘〉

작사: 아키모토 야스시
작곡: 나가부치 쯔요시
편곡: 세오 이치조
노래: 나가부치 쯔요시
- 삽입곡: 〈-100ﾟの冷たい街 -100ﾟ의 차가운 거리〉

작사: 나가부치 쯔요시
작곡: 나가부치 쯔요시
편곡: 세오 이치조·나가부치 쯔요시
노래: 나가부치 쯔요시

### 《가족 게임 II》
전작의 호평을 받아들여 제작되었다. 이야기로써는 전작과는 무관하고, 설정을 개변해 요시모토의 캐릭터를 살린 스핀오프 작품인 TBS 오리지널 드라마.

#### 캐스트
- 요시모토 쯔요시 - 나가부치 쯔요시 외

#### 스태프
- 프로듀서: 야나이 미츠루
- 각본: 츠츠이 토모미
- 음악: 세오 이치조
- 연출: 요시다 아키오, 야마다 고

#### 음악
- 주제가: 〈孤独なハート 고독한 하트〉

작사: 아키모토 야스시
작곡: 나가부치 쯔요시
편곡: 세오 이치조
노래: 나가부치 쯔요시
- 삽입곡: 〈スローダウン 슬로 다운〉

작사: 나가부치 쯔요시
작곡: 나가부치 쯔요시
편곡: 나가부치 쯔요시·야마자토 고
노래: 나가부치 쯔요시
- 삽입곡: 〈太陽へ続くハイウェイ 태양에 계속되는 하이웨이〉

작사: 나가부치 쯔요시
작곡: 나가부치 쯔요시
노래: 나가부치 쯔요시

#### 원작 및 파트1과의 차이점
- 요시모토 쯔요시 이외의 등장 인물이 드라마 오리지널이 되어 있다.
- 전작에 출연한 나가부치, 마츠다, 미요시, 시라카와 이외의 출연자가 큰폭으로 바뀌고 있다.
- 학교도 이름이 변한다. 외

#### 작품 데이터
- 방송 시기: 1984년 4월 20일 ~ 7월 13일 (전 11회)
- 방송 시간: 오후 8:00 ~ 8:54
- 제작 저작: TBS

## 연속 텔레비전 드라마 (후지 TV)

### 《가족 게임》

#### 작품 데이터
- 방송 시기: 2013년 4월 17일 ~ 6월 19일
- 방송 시간: 수요일 22:00 ~ 22:54 ※첫회는 30분 확대(22:00 ~ 23:24), 제4·7·최종화는 15분 확대(22:00 ~ 23:09)
- 제작: 후지 TV
- 제작 저작: 쿄도 TV

#### 작품 해설
이 작품 이후, 후지 TV계의 수요 22시대의 테두리는 드라마 범위를 재개하게 된다.
지금까지 그려지지 않았던 요시모토의 과거라고 하는 새로운 볼 만한 곳도 있다고 기대된다.
쿠츠나 시오리가 연기하는 아사미 마이카는, 원작 및 과거의 드라마·영화에 등장하지 않는 오리지널 등장 인물이다. 또, 누마타 카요코 역을 연기하는 스즈키 호나미에 있어서는, 민방 연속 드라마의 출연은 15년만이 된다.
캐치프레이즈는, 〈부서질 때까지, 그대와 마주 보자.〉.

#### 줄거리
누마타가(家)의 가장·카즈시게와 그 아내 카요코는, 차남·시게유키의 가정교사로 인터넷에서 찾아낸 요시모토에게 연락한다. 중학생 시게유키는 공부를 못하는 은둔형 외톨이로, 고교 진학이 위태로워지고 있었다. 카즈시게는 요시모토에게 시게유키를 복학시켜, 장남·신이치가 다니는 현 내 톱의 명문교에 진학시키도록 의뢰. 게다가 카즈시게는, 1주간 이내에 시게유키를 복학시키면 10만엔의 보너스를 주지만, 할 수 없는 경우에는 해고로 한다는 조건을 낸다.

#### 캐스트

##### 주인공
요시모토 코우야 / 타고 유다이 - 사쿠라이 쇼 (아라시)
시게유키의 가정교사. 누마타가(家)가 시게유키를 위해서 가정교사를 고용하는 것은 요시모토로 6명째. “도쿄 대학 합격률 100%”라고 말하고 있는 수퍼 가정교사. 말버릇은 〈좋네~(いいね〜)〉.
신이치의 조사에서, 자신은 〈도쿄 대학 졸업의 요시모토 코우야〉가 아니라, 생명 유지 장치에 연결된 동생이 진짜 도쿄 대학 졸업의 요시모토 코우야로, 자신은 그의 형인 〈유다이〉라는 것을 자신의 입으로 신이치에게 말해, 교사가 된 것도, 교사의 꿈을 이룬 순간에 사고를 당한 동생의 꿈을 대신 맡고 있는 것이며, 교원 면허를 소지하고 있지 않기 때문에 가정 교사로서 지도하고 있으며 가명을 사용한 이유를 신이치에게 털어놓았지만, 진의는 밝혀지지 않았다.
그 후, 요시모토가 과거에 중학교 교단에 서 있던 것이나 본명이 〈타고 유다이〉인 것이 신이치의 조사로 알 수 있다.

##### 누마타가(家)
누마타 신이치 (17) - 카미키 류노스케
장남. 현 내 톱 학교·세이호간 고교 2학년. 학년 10위 내에 들어가는 성적. 육상부에 소속해 있어 전국 대회에서도 우승한 경험이 있다.
도를 지나친 요시모토의 지도법에 의문을 가져, 요시모토의 소행을 혼자서 조사한다.
누마타 시게유키 (14) - 우라가미 세이슈
차남. 중학교 3학년. 마에시마 아미의 팬.
누마타 카즈시게 (48) - 이타오 이츠지
신이치·시게유키의 부친. 대기업 전기 메이커 〈퍼시픽 전기〉의 인사부 과장.
누마타 카요코 (48) - 스즈키 호나미
신이치·시게유키의 모친. 전업 주부. 인터넷의 정보로 요시모토를 알아, 시게유키의 가정교사로 선택해 의뢰했다.

##### 그 외
미즈카미 사라 / 타치바나 마키 / 아사미 마이카 (21) - 쿠츠나 시오리
누마타가(家)의 붕괴에 시종 관련된 수수께끼의 여성.
처음에는 〈퍼시픽 전기〉 총무부 사원 아사미 마이카로 등장하고, 음식점에서 계산할 때 지갑을 분실해 난처해하고 있을 때 마침 그 자리에 있던 카즈시게가 대신 돈을 내준 것으로 아는 사이가 되어, 불륜 관계가 된다.
또한 동시에, 신이치가 하기 전에, 요시모토의 과거를 알아보는 〈요시모토 코우야를 소송하는 모임〉이란 사이트의 관리인 타치바나 마키로 나타난다.
모가미 아스카 (17) - 키타하라 리에 (AKB48)
신이치의 여자친구로 동급생. 도쿄 대학을 졸업한 오빠가 있다. 신이치가 시작한 요시모토의 소행 조사에 협력하고 있었지만, 신이치가 품행 조사 및 마키에 심취하게 되는 바람에 신이치와 멀어지기 시작해, 마침내 신이치로부터 〈좋아하는 사람이 생겼어〉라고 이별을 통지받았다.
이모토 쿄카 - 오카 치에 / 나호 - 마시타 유키 / 사에 - 히로나카 마키
누마타가(家) 부근에 사는 주부.
카츠노 - 우치다 시게
카즈시게의 부하.

##### 시게유키의 클래스 메이트
소노다 미치루 - 마츠시마 카이토
시게유키의 동급생. 마에시마 아미 싸인 사진집을 훔치는 목적으로 시게유키에게 접근한다.
야마오 타이지 - 니시모토 긴지로
시게유키의 집단 괴롭힘을 선도하는 리더.
미츠이 타쿠미 - 에구치 유키 / 이치하라 사토시 - 요시다 카케루 / 타케시타 리쿠 - 센고쿠 류세이
야마오의 동료. 시게유키를 괴롭히고 있는 남자 그룹.
이나가키 시즈쿠 - 스즈키 아오이 / 아이코 히로카 - 이와타 하루키
시게유키에 대한 학대를 묵인하고 있었다.
아이카와 타케오 - 카와사키 싱고
클래스의 학급 위원.
효도 - 요시이 잇키
시게유키의 클래스 담임.

##### 요시모토의 관계자
요시모토 코우야 - 오시나리 슈고
외딴곳에 떨어진 이노우에 병원에 입원해 있으며, 생명 유지 장치로 살아가고 있다.
요시모토 타에 - 사토 나오코
식물인간으로 입원해있는 아들을 돌봐주고 있는 모친.
사나다 소우타 - 요시이 하지메
요시모토의 제자.

##### 게스트
에노모토 타카시 - 미야카와 이치로타 (제1화)
〈퍼시픽 전기〉의 영업부 사원.
마노 사쿠라 - 아리카와 유메 (제4 ~ 5화)
중학교 1학년 때의 시게유키의 동급생. 소노다의 소꿉친구.
타카츠 - 히라마 소이치 (제5 ~ 6화)
신이치가 소속하는 육상부의 부원.
타카야나기 - 타무라 타이지로 (제6화)
요시모토 코야의 삼촌.
마루카와 - 사에키 아라타 / 니시구치 - 코다마 타카시 / 하자마 - 타케시 타로 (제6화)
타코 유다이·요시모토 코우야의 동료 교사.
마에소노 야스히코 - 무라이 쿠니오 (제7화)
카요코의 부친. 회사를 경영. 퍼시픽 전기의 거래 회사.
마에소노 미츠코 - 카미오카 히로코 (제7화)
카요코의 모친.
와카바야시 - 이와세 료 (제8화)
신이치의 담임.

#### 스태프
- 프로듀서: 이나다 히데키, 코바야시 히로
- 각본: 무토 쇼고
- 편성 기획: 미즈노 아야코
- 연출: 사토 유이치, 이와타 카즈유키, 오가와 타카히로

#### 음악
- 주제가: 〈Endless Game〉

노래: 아라시

#### 방송 일자
| 각 화  | 방송일          | 부제                                                                      | 연출            | 시청률 |
| ------ | --------------- | ------------------------------------------------------------------------- | --------------- | ------ |
| 제1화  | 2013년 4월 17일 | 너는 성적을 올리고 싶다고 생각하는가? 비정상인 가정교사가 남동생을 부순다 | 사토 유이치     | 12.0%  |
| 제2화  | 2013년 4월 24일 | 남동생이 가정교사의 개가 된다!                                            | 사토 유이치     | 13.7%  |
| 제3화  | 2013년 5월 1일  | 생일 모임에 가정교사가 클래스 전원 초대!                                  | 이와타 카즈유키 | 11.1%  |
| 제4화  | 2013년 5월 8일  | 남동생에게 러브 레터?? 가정교사 억지로 데이트를 가르치다!                 | 사토 유이치     | 12.2%  |
| 제5화  | 2013년 5월 15일 | 신이치는 누마타가(家)가 낳은 몬스터다                                     | 이와타 카즈유키 | 12.4%  |
| 제6화  | 2013년 5월 22일 | 긴급 가족 회의! 의제는 가정 교사 해고 건                                  | 사토 유이치     | 12.9%  |
| 제7화  | 2013년 5월 29일 | 누마타가(家) 붕괴는 3년 전부터 시작되어 있었다! 어머니 카요코의 절망      | 이와타 카즈유키 | 13.6%  |
| 제8화  | 2013년 6월 5일  | 가정 교사에 의한 가족 게임, 결과 발표!                                    | 사토 유이치     | 12.6%  |
| 제9화  | 2013년 6월 12일 | 요시모토의 충격의 과거! 붕괴의 앞에…                                      | 이와타 카즈유키 | 12.4%  |
| 최종화 | 2013년 6월 19일 | 그 남자가 가정교사가 된 이유~그는 누구를 죽였는가?                        | 사토 유이치     | 16.7%  |

| 후지 TV 수요 10시 연속 드라마 | 후지 TV 수요 10시 연속 드라마     | 후지 TV 수요 10시 연속 드라마                   |
| 이전 작품                     | 작품명                            | 다음 작품                                       |
| ----------------------------- | --------------------------------- | ----------------------------------------------- |
| -                             | 가족 게임 (2013.4.17 ~ 2013.6.19) | 쇼무니 2013 (제4시리즈) (2013.7.10 ~ 2013.9.18) |

| 후지 TV 계열 수요 22시대                                                                        | 후지 TV 계열 수요 22시대                                            | 후지 TV 계열 수요 22시대                        |
| 이전 작품                                                                                       | 작품명                                                              | 다음 작품                                       |
| ----------------------------------------------------------------------------------------------- | ------------------------------------------------------------------- | ----------------------------------------------- |
| 피카루의 정리 (2012.4.11 ~ 2013.3.20) 【수요 20시대로 이동해 계속, 여기까지 버라이어티 시간대】 | 가족 게임 (2013.4.17 ~ 2013.6.19) 【여기서부터 연속 드라마 시간대】 | 쇼무니 2013 (제4시리즈) (2013.7.10 ~ 2013.9.18) |